# Sport w Kijowie
Sport w Kijowie obejmuje zarówno różne dyscypliny sportowe odbywające się w mieście, obiekty sportowe, jak również tereny rekreacyjno-sportowe.

## Obiekty sportowe

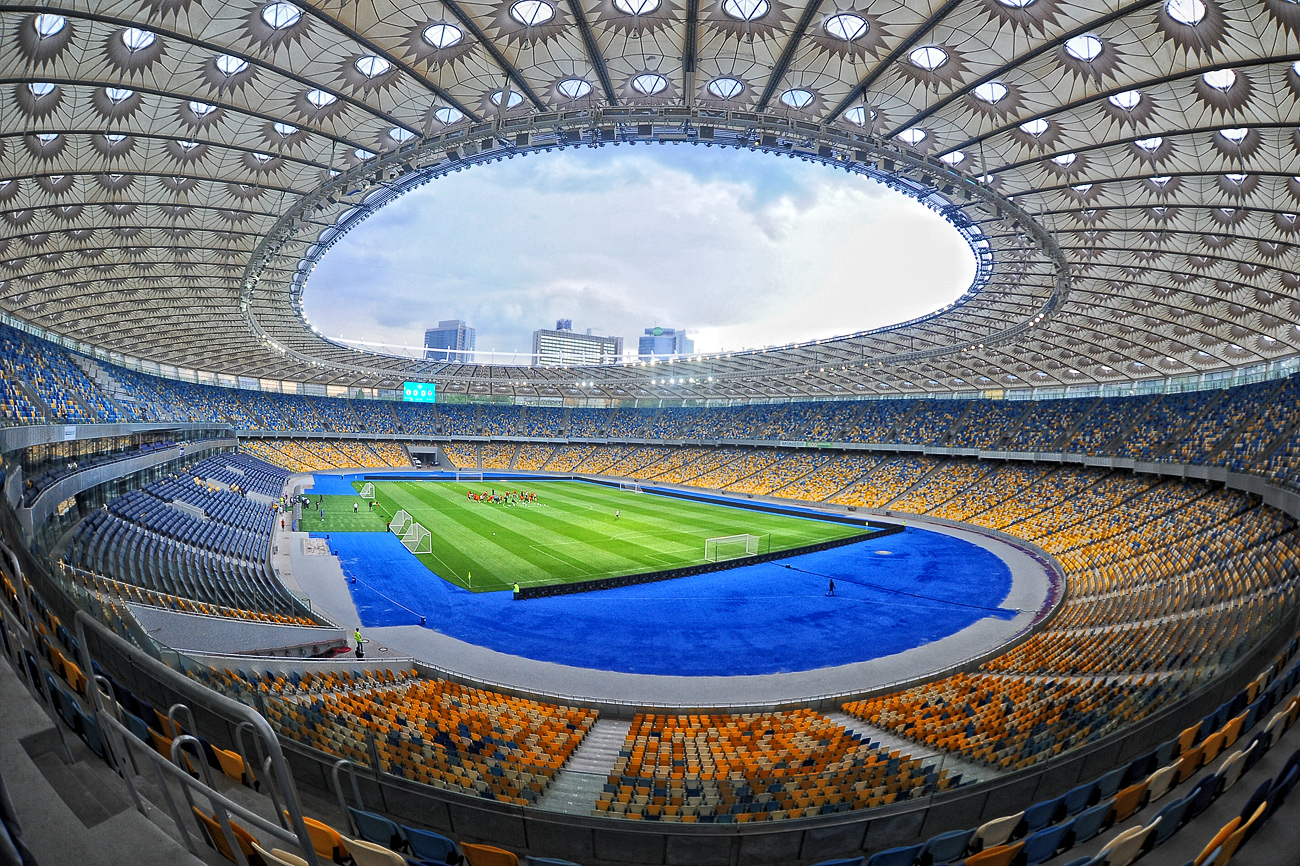
Stadion Olimpijski jedna z 4 aren dla grupowego turnieju piłki nożnej w Kijowie Igrzysk Olimpijskich w 1980 roku.

Kijów dysponuje bogatą infrastrukturą sportową, tj. stadionami, halami sportowymi, kortami tenisowymi, basenami oraz innymi obiektami sportowymi, jak również licznymi terenami rekreacyjnymi. 

### Stadiony
Największym stadionem Kijowa, jak również Ukrainy jest Stadion Olimpijski o pojemności 70 050 osób (w latach 80. XX wieku stadion mógł pomieścić 100 062 widzów i w tamtych czasach był największym stadionem w ZSRR oraz Europy). Rozgrywa tu swoje mecze Dynamo Kijów oraz narodowa reprezentacja, zarówno w lidze ukraińskiej, jak i europejskiej Lidze Mistrzów lub Lidze Europy. W 2012 roku odbyły się na nim mecze piłkarskich mistrzostw Europy, w tym finał turnieju. Jego pojemność na mistrzostwach wynosiła 65 400 widzów. Finał Ligi Mistrzów UEFA w sezonie 2017/18 odbył się właśnie na tym stadionie. W 1975 również odbył się mecz o Superpuchar UEFA. 
Głównymi arenami zawodów sportowych również są Stadion Dynamo im. Walerego Łobanowskiego i Obołoń Arena. Oto lista aktualnych stadionów w kolejności od największej pojemności do najmniejszej (do 400):
- Stadion Olimpijski (ukr. НСК «Олімпійський») (widzów: 70 050)
- Stadion Dynamo im. Walerego Łobanowskiego (ukr. «Динамо» ім. Валерія Лобановського) (widzów: 16 873)
- Stadion CSK ZSU (ukr. ЦСК ЗСУ) (widzów: 12 000)
- Stadion Schid (ukr. «Схід») (widzów: 10 000)
- Stadion NAU (ukr. НАУ) (widzów: ~7500)
- Obołoń Arena (ukr. «Оболонь-Арена») (widzów: 5100)
- Stadion Spartak (ukr. «Спартак») (widzów: 5000)
- Stadion Ekonomist (ukr. «Економіст») (widzów: 4500)
- Stadion Pioner (ukr. «Піонер») (widzów: 3400)
- Stadion Temp (ukr. «Темп») (widzów: 3230)
- Stadion KPI (ukr. МСЯ НТУУ «КПІ») (widzów: 3000)
- Stadion Arsenał (ukr. «Арсенал») (widzów: 3000)
- Stadion Nauka (ukr. «Наука») (widzów: 3000)
- Stadion Partyzanśka Sława (ukr. «Партизанська слава») (widzów: 3000)
- Stadion Start (ukr. «Старт») (widzów: 3000)
- Stadion Dniproweć (ukr. «Дніпровець») (widzów: 2850)
- Stadion KNU im. Szewczenki (ukr. КНУ імені Шевченка) (widzów: 2100)
- Stadion Jednist' (ukr. «Єдність») (widzów: 2000)
- Stadion Łokomotyw (ukr. «Локомотив») (widzów: 2000)
- NTK im. Bannikowa (ukr. НТК ім. Віктора Баннікова) (Szkoleniowo-Treningowy Kompleks) (widzów: 1678)
- Stadion WPU-25 (ukr. ВПУ-25) (widzów: 1500)
- Stadion Desnianski (ukr. Деснянський районний стадіон) (widzów: 1500)
- Stadion KWPUBD (ukr. КВПУБД) (widzów: 1500)
- Stadion Metalist (ukr. «Металіст») (widzów: 1500)
- Stadion NUBiP (ukr. НУБіП) (widzów: 1500)
- Stadion RWUFK (ukr. РВУФК) (widzów: 1500)
- Stadion Szkoły nr 243 (ukr. Школи №243) (widzów: 1500)
- Stadion Wympeł (ukr. «Вимпел») (widzów: ~1500)
- Stadion NUOU (ukr. НУОУ) (widzów: ~1500)
- Stadion KNUBA (ukr. КНУБА) (widzów: ~1200)
- Stadion Zakładu Budowy Warsztatów (ukr. Верстатобудівного заводу) (widzów: ~1200)
- Stadion ATEK (ukr. АТЕК) (widzów: ~800)
- NTB Dynamo w Koncza-Zaspie (ukr. НТБ «Динамо» в Конча-Заспі) (Szkoleniowo-Treningowa Baza) (widzów: 750)
- Stadion Zmina (ukr. «Зміна») (widzów: 550)
- Stadion Polit (ukr. «Політ») (widzów: 500)
- Stadion Rusaniweć (ukr. «Русанівець») (widzów: 500)
- Stadion Swiatoszyn (ukr. НСБОП «Святошин») (widzów: ~500)
- Stadion Zirka-Obołoń (ukr. «Зірка-Оболонь») (widzów: 416)

### Hale sportowe
Pałac Sportu w Kijowie (ukr. Палац спорту) jest największą halą sportową, jej pojemność wynosi 6 113 - 7 513  podczas imprez sportowych i 10 000 podczas koncertów. Drugą pod względem wielkości halą sportową jest Kijów Arena, arena budownictwo której rozpoczęto w 2017 roku może przyjmować zawody koszykarskie, piłki nożnej, ręcznej, siatkówki, hokeja na rolkach oraz futsalu, ma pojemność do 6 000 widzów w zależności od dyscypliny sportu. Inne to np. Kompleks Sportowy Awanhard, Kompleks Sportowy Merydian, Kompleks Sportowy Merydian, Kompleks Sportowy Olimpijski Styl, Kompleks Sportowy KNEU Ekonomist, Kompleks Sportowy Dynamo, Kompleks Sportowy NUBiP, Kompleks Sportowy KNU, Kompleks Sportowy Metalist, Kompleks Sportowy NAU, Kompleks Sportowy KNUBA, Kompleks Sportowy NUChT, Kompleks Sportowy Płaneta-Sport, Kompleks Sportowy ATEK.

### Inne
W Kijowie w 1944 roku powstał Narodowy Uniwersytet Wychowania Fizycznego i Sportu Ukrainy, absolwenci którego zdobyli wiele nagród. Na boiskach Hidropark Areny (ukr. Гідропарк Арена) odbywają się mecze piłki nożnej plażowej oraz innych dyscyplin. Na stadionie Lodowym (ukr. Льодовий стадіон) w zimową porę rozgrywane są otwarte mistrzostwa obwodu kijowskiego w łyżwach. Tor kolarski (ukr. Київський велотрек) o długości toru 285,714 m pod otwartym niebem przyjmuje zawody kolarzy. Wyścigi konne są organizowane na Hipodromie (ukr. Київський іподром).

## Kluby sportowe

### Kluby piłkarskie

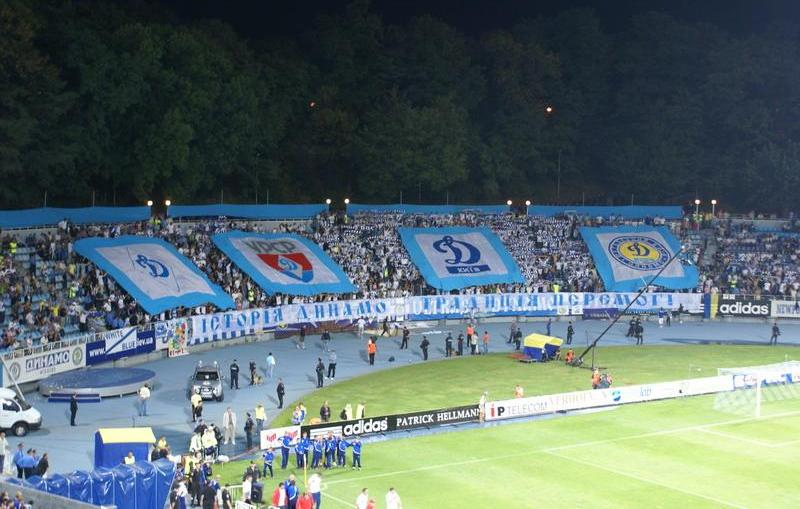
Stadion Dynamo im. Walerego Łobanowskiego – stadion klubu Dynamo Kijów, najbardziej utytułowanego klubu Ukrainy

Największym klubem piłkarskim miasta jest Dynamo Kijów, założony w 1927 roku. Jest to m.in. 15-krotny mistrz Ukrainy i 13-krotny mistrz ZSRR, 11-krotny zdobywca Pucharu Ukrainy i 9-krotny zdobywca Pucharu ZSRR, 8-krotny zdobywca Superpucharu Ukrainy i 3-krotny zdobywca Superpucharu ZSRR, 5-krotny półfinalista Ligi Mistrzów UEFA, półfinalista Ligi Europy UEFA, 2-krotny zdobywca Pucharu Zdobywców Pucharów oraz zdobywca Superpucharu Europy. Kluby Obołoń Kijów i Arsenał Kijów również reprezentowały miasto w ukraińskiej Premier-lidze.
Oto lista klubów piłkarskich w Kijowie:
- Arsenał Kijów (ukr. ФК «Арсенал»)
- Bilszowyk Kijów (ukr. ФК «Більшовик»)
- CSKA Kijów (ukr. ФК «ЦСКА»)
- Dnipro Kijów (ukr. ФК «Дніпро»)
- Dynamo Kijów (ukr. ФК «Динамо»)
- FK Kijów (ukr. ФК «Київ»)
- Oswita Kijów (ukr. ФК «Освіта»)
- KLS Kijów (ukr. ФК «КЛС»)
- KNTEU Kijów (ukr. ФК «КНТЕУ»)
- Łokomotyw Kijów (ukr. ФК «Локомотив»)
- Maccabi Kijów (ukr. ФК «Маккабі»)
- Obołoń Kijów (ukr. ФК «Оболонь»)
- Obołoń-Browar Kijów (ukr. ФК «Оболонь-Бровар»)
- Politechniky Kijów (ukr. ФК «Політехніки»)
- Radtorhsłużbowci Kijów (ukr. ФК «Радторгслужбовці»)
- Rot-Front Kijów (ukr. ФК «Рот‑Фронт»)
- Ruch Kijów (ukr. ФК «Рух»)
- Schid Kijów (ukr. ФК «Схід»)
- SKIF Kijów (ukr. ФК «СКІФ»)
- Spartak Kijów (ukr. ФК «Спартак»)
- Sport Kijów (ukr. ФК «Спорт»)
- Start Kijów (ukr. ФК «Старт»)
- Temp Kijów (ukr. ФК «Темп»)
- Wodnyk Kijów (ukr. ФК «Водник»)
- Wympeł Kijów (ukr. ФК «Вимпел»)
- Zenit Kijów (ukr. ФК «Зеніт»)
- Zirka Kijów (ukr. ФК «Зірка»)

kluby piłkarskie kobiet
- Alina Kijów (ukr. ЖФК «Аліна»)
- Arena Kijów (ukr. ЖФК «Арена»)
- Ateks-SDJuSzOR-16 Kijów (ukr. ЖФК «Атекс-СДЮШОР №16»)
- Dynamo Kijów (ukr. ЖФК «Динамо»)
- Kyjiwśka Ruś Kijów (ukr. ЖФК «Київська Русь»)
- Spartak Kijów (ukr. ЖФК «Спартак»)

### Inne kluby sportowe
Oprócz klubów piłki nożnej, w mieście funkcjonuje wiele klubów innych dyscyplin sportowych. Najlepszym ukraińskim męskim klubem koszykówki w ZSRR był Budiwelnyk Kijów, który potem grał z Superlidze z innymi kijowskimi klubami BK Kijów, Infiz Kijów i Kyjiw-Basket Kijów. W krajowej koszykówce kobiet zespół TIM-SKUF Kijów zajmuje wiodącą pozycję. Klub hokeja na lodzie Sokił Kijów występuje w białoruskiej ekstralidze. W czasach ZSRR kobiecy klub piłki ręcznej Spartak Kijów wielokrotnie wygrywał mistrzostwa Ukrainy i ZSRR oraz trofea klubowe w Europie.
kluby futbolu amerykańskiego
- Kyjiwśki Dżets Kijów (ukr. АФК «Київські Джетс»)

kluby futsalowe
- DPtS Kijów (ukr. МФК «ДПтС»)
- Epicentr K3 Kijów (ukr. МФК «Епіцентр К3»)
- HIT Kijów (ukr. МФК «ХІТ»)
- InBew-NPU Żytomierz/Kijów (ukr. МФК «ІнБев-НПУ»)
- Interkas Kijów (ukr. МФК «Інтеркас»)
- Korpija Kijów (ukr. МФК «Корпія»)
- Kyjiw-NPU Kijów (ukr. МФК «Київ-НПУ»)
- Manzana Kijów (ukr. МФК «Manzana»)
- Metropoliten Kijów (ukr. МФК «АФ Метрополітен»)
- Płaneta-NUChT Kijów (ukr. МФК «Планета-НУХТ»)
- SKIF-Slid Kijów (ukr. МФК «СКІФ-Слід»)
- Unisport-Budstar Kijów (ukr. МФК «Уніспорт-Будстар»)

kluby futsalowe kobiet
- Awiator Kijów (ukr. ЖМФК «Авіатор»)
- Budstar-NPU Kijów (ukr. ЖМФК «Будстар-НПУ»)
- IMS-NUChT Kijów (ukr. ЖМФК «IMS-НУХТ»)
- KyjiwHAZ Kijów (ukr. ЖМФК «КиївГАЗ»)
- Łada Kijów (ukr. ЖМФК «Лада»)
- Obołoń Kijów (ukr. ЖМФК «Оболонь»)
- Radosiń Kijów (ukr. ЖМФК «Радосінь»)
- SDJuSzOR-19 Kijów (ukr. ЖМФК «СДЮШОР-19»)
- SocTech Kijów (ukr. ЖМФК «СоцТех»)
- Sparta Kijów (ukr. ЖМФК «Спарта»)
- Unisport Kijów (ukr. ЖМФК «Уніспорт»)

kluby hokejowe
- Arsenał Kijów (ukr. ХК «Арсенал»)
- ATEK Kijów (ukr. ХК «АТЕК»)
- Berkut Kijów (ukr. ХК «Беркут»)
- Berkut-Kyjiw Kijów (ukr. ХК «Беркут-Київ»)
- Budiwelnyk Kijów (ukr. ХК «Будівельник»)
- Dynamo Kijów (ukr. ХК «Динамо»)
- Generals Kijów (ukr. ХК «Дженералз»)
- HK Kijów (ukr. ХК «Київ»)
- Iwars Kijów (ukr. ХК «Іварс»)
- Kompańjon Kijów (ukr. ХК «Компаньйон-Нафтогаз»)
- Kryżynka Kijów (ukr. ХК «Крижинка»)
- Kryżynka Kompańjon Kijów (ukr. ХК «Крижинка Компаньйон»)
- Podił Kijów (ukr. ХК «Поділ»)
- Politechnik Kijów (ukr. ХК «Політехнік»)
- Rapid Kijów (ukr. ХК «Рапід»)
- Sokił Kijów (ukr. ХК «Сокіл»)
- Spartak Kijów (ukr. ХК «Спартак»)
- SzWSM Kijów (ukr. ХК «ШВСМ»)

kluby hokejowe kobiet
- Ukrajinoczka Kijów (ukr. ЖХК «Україночка»)

kluby koszykarskie
- BK Kijów (ukr. БК «Київ»)
- Budiwelnyk Kijów (ukr. БК «Будівельник»)
- CSKA Kijów (ukr. БК «ЦСКА»)
- Dynamo Kijów (ukr. БК «Динамо»)
- Infiz Kijów (ukr. БК «Інфіз»)
- Kyjiw-Basket Kijów (ukr. БК «Київ-Баскет»)

kluby koszykarskie kobiet
- Dynamo Kijów (ukr. ЖБК «Динамо-НПУ»)
- TIM-SKUF Kijów (ukr. ЖБК «ТІМ-СКУФ»)

kluby piłki nożnej plażowej
- Alternatywa Kijów (ukr. ПФК «Альтернатива»)
- Artur Music Kijów (ukr. ПФК «Artur Music»)
- BRR Kijów (ukr. ПФК «БРР»)
- Dynamo-Hild Kijów (ukr. ПФК «Динамо-Хілд»)
- Euroformat Kijów (ukr. ПФК «Євроформат»)
- Farsifarm Kijów (ukr. ПФК «ФарсіФарм»)
- Griffin Kijów (ukr. ПФК «Гріффін»)
- HIT Kijów (ukr. ПФК «ХІТ»)
- Łotto Kijów (ukr. ПФК «Лотто»)
- Majndszer Kijów (ukr. ПФК «Майндшер»)
- Metrobud Kijów (ukr. ПФК «Метробуд»)
- Płeso Kijów (ukr. ПФК «Плесо»)
- VIT Kijów (ukr. ПФК «VIT»)

kluby piłki ręcznej
- Awiator Kijów (ukr. ГК «Авіатор»)
- CSKA Kijów (ukr. ГК «ЦСКА»)

kluby piłki ręcznej kobiet
- DJuSSz21-CSKA Kijów (ukr. ЖГК «ДЮСШ21-ЦСКА»)
- Spartak Kijów (ukr. ЖГК «Спартак»)

kluby piłki siatkowej
- Dynamo-Akademija Kijów (ukr. ВК «Динамо-Академія»)
- Łokomotyw Kijów (ukr. ВК «Локомотив»)
- Syntez Kijów (ukr. ВК «Синтез»)

kluby piłki siatkowej kobiet
- Faworyt Kijów (ukr. ЖВК «Фаворит»)
- MNTU-Naftohaz Kijów (ukr. ЖВК «МНТУ-Нафтогаз»)
- Rusawa Kijów (ukr. ЖВК «Русава»)
- UFK Kijów (ukr. ЖВК «УФК»)

kluby piłki wodnej
- Dynamo Kijów (ukr. ВК «Динамо»)
- WK Kijów (ukr. ВК «Київ»)

kluby rugby
- Antares Kijów (ukr. РК «Антарес»)
- Argo Kijów (ukr. РК «Арго»)
- Awiator Kijów (ukr. РК «Авіатор»)
- Epocha-Politechnik Kijów (ukr. РК «Епоха-Політехнік»)
- Politechnik Kijów (ukr. РК «Політехнік»)

## Imprezy sportowe

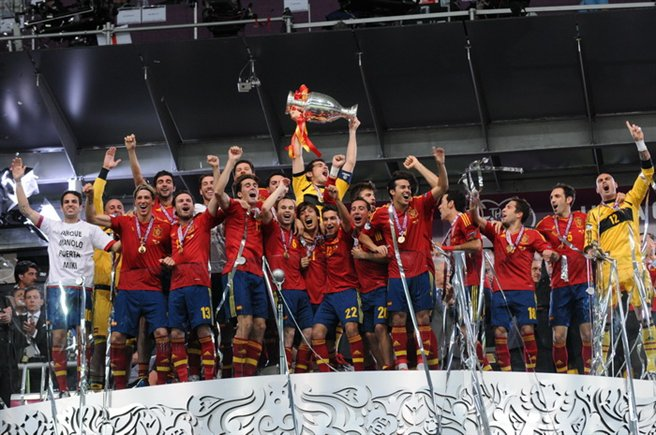
Reprezentacja Hiszpanii świętuje zwycięstwo w Euro 2012

W Kijowie odbył się turniej piłkarski Letnich Igrzysk Olimpijskich 1980 w Moskwie oraz kilkadziesiąt innych imprez o znaczeniu Europejskim lub światowym, m.in. mistrzostwa świata w piłce siatkowej kobiet 1962, mistrzostwa świata w piłce siatkowej mężczyzn 1962, Puchar Europy w lekkoatletyce 1967, mistrzostwa świata w piłce ręcznej kobiet 1975, mistrzostwa Europy w judo 1976, mistrzostwa świata w zapasach 1983, mistrzostwa świata w sambo 1983 i 2000, turniej piłkarski 1989, mistrzostwa Europy w sambo 1992, mistrzostwa Europy w hokeju na lodzie kobiet 1993, mistrzostwa Europy w gimnastyce artystycznej 2004, mistrzostwa Europy w podnoszeniu ciężarów 2004, mistrzostwa świata w biegu na orientację 2007, mistrzostwa Europy w szermierce 2008, I dywizja mistrzostw świata w hokeju na lodzie 2011 i 2017, piłkarskie mistrzostwa Europy 2012, mistrzostwa świata w szermierce 2012, BSWW Kyiv Cup 2012, mistrzostwa świata w gimnastyce artystycznej 2004, mistrzostwa Europy w skokach do wody 2017 i 2019, mistrzostwa Europy w piłce nożnej pięcioosobowej 2018, finał Ligi Mistrzów UEFA 2018 i Ligi Mistrzyń UEFA 2018.